# Monarca blau emplomallat
El monarca blau emplomallat (Hypothymis coelestis) és un ocell de la família dels monàrquids (Monarchidae). Habita els boscos de les Illes Filipines de Luzon, Sibuyan, Samar, Negros, Dinagat, Siargao, Mindanao i Basilan.